# Herochroma nigrescentipalpis
Herochroma nigrescentipalpis là một loài bướm đêm trong họ Geometridae.